# Experiment aleatori
En teoria de la probabilitat i estadística un experiment aleatori, experiència aleatòria o fenomen aleatori és aquell que sota el mateix conjunt de condicions inicials es pot repetir infinites vegades i sempre tindrà un resultat que està dins d'un conjunt de resultats possibles. Cada vegada que es repeteix l'experiment no es pot predir el resultat exacte que sortirà, per exemple en el llançament d'un dau no podem predir quin resultat sortirà en llençar-lo a l'aire. Aquest tipus de fenomen és oposat al fenomen determinista, en el qual es coneixen tots els factors que intervenen en un experiment i que ens permeten predir exactament el resultat. Per exemple, coneixent l'altura des de la qual es llança un objecte és possible saber exactament el temps que trigarà a arribar a terra en condicions de buit.
Per tant, un fenomen aleatori si té més d'un resultat possible i és determinista si només en té un.

## Dues característiques dels experiments aleatoris
- D'un experiment aleatori en coneixem tots els resultats possibles que poden sortir, però no el resultat concret que sortirà en cadascuna de les realitzacions de l'experiment. El conjunt de tots els resultats possibles s'anomena espai mostral. Per exemple, en el cas d'un dau normal en forma de cub marcat amb els números 1,2,3,4,5,6 a les diferents cares, el conjunt de resultats possibles serà {\displaystyle \{1,2,3,4,5,6}\}.[3]
- Tenim alguna manera d'assignar una probabilitat a cada resultat (o a certs conjunts de resultats). Una manera seria en el cas d'un dau normal i equilibrat, tenint en compte la seva forma simètrica, assignaríem a cada resultat 1,2,...,6 la probabilitat de 1/6.[4] En el cas d'un dau trucat podríem tirar moltes vegades el dau per esbrinar cap a quin valor s'estabilitzen les freqüències relatives de cadascun dels resultats, per exemple, si el 6 surt el doble de vegades que els altres nombres, aleshores la seva probabilitat seria el doble que la dels altres nombres.

## Modelització matemàtica d'un experiment aleatori
Un experiment aleatori es modelitza mitjançant un espai de probabilitat, format per una terna {\displaystyle (\Omega ,{\mathcal {A}},P)}, on {\displaystyle \Omega } és el conjunt de resultats possibles, {\displaystyle {\mathcal {A}}} és la família dels esdeveniments o successos que té estructura de {\displaystyle \sigma }-àlgebra, i {\displaystyle P} és una probabilitat.

### Exemple
Llencem un dau i mirem el resultat. Tenim {\displaystyle \Omega =\{1,2,...,6\}}. Com a família d'esdeveniments podem prendre tots els subconjunts de {\displaystyle \Omega }, que és una {\displaystyle \sigma }-àlgebra. Finalment, si el dau no està trucat, la probabilitat {\displaystyle P} és una distribució uniforme sobre {\displaystyle \{1,2,...,6\}}, és a dir,
{\displaystyle P(1)=\cdots =P(6)={\frac {1}{6}}}

## Controvèrsia
Existeix certa controvèrsia sobre si els fenòmens aleatoris existeixen realment o simplement sorgeixen del desconeixement dels factors que desencadenen el mateix o de les lleis físiques que ho regeixen. Per exemple, si en el llançament d'un dau coneguéssim exactament la força, alçada a terra i angle del llançament, les dimensions exactes del dau i les propietats del sòl, es podria mitjançant complexos càlculs conèixer el resultat final. És per això que algunes vegades es defineix un fenomen aleatori com aquell en el qual petits canvis en els seus factors produeixen grans diferències en el seu resultat.
Això no vol dir necessàriament que existeixi un complet determinisme científic, sinó que de vegades l'atzar és conseqüència de la ignorància d'un succés o de la incapacitat per processar tota la informació disponible.
Algunes propostes realitzades des de la física, com la interpretació de Copenhaguen de la mecànica quàntica sostenen que a nivell atòmic existeixen els fenòmens aleatoris genuïns, encara que altres interpretacions com la de David Bohm atribueixen l'aleatorietat aparent dels fenòmens quàntics a la ignorància de certes condicions (les teories quàntiques deterministes reben el nom de teories de variables ocultes).